# Tuxenia manantialis
Tuxenia manantialis är en kvalsterart som beskrevs av Hammer 1962. Tuxenia manantialis ingår i släktet Tuxenia och familjen Protoribatidae. Inga underarter finns listade i Catalogue of Life.